# Prunus gentryi
Prunus gentryi — вид дикої вишні з роду Prunus родини Rosaceae, що походить з мексиканських штатів Чіуауа та Сонора. Росте вздовж берегів річок у гірських районах Західної Сьєрра-Мадре. Науковий опис було опубліковано в 1937 році.

## Опис
Prunus gentryi – це дерево заввишки до 12 метрів. Листя товсте та шкірясте, зверху темно-зелене та знизу світліше. Плоди соковиті та їстівні, зазвичай пурпурові, хоча у штаті Чіуауа відома жовтоплодна форма.

## Використання
Плоди є цінним харчовим продуктом, дозрівають наприкінці літа.